# 6966 Vietoris
6966 Vietoris este un asteroid din centura principală de asteroizi.

## Descriere
6966 Vietoris este un asteroid din centura principală de asteroizi. A fost descoperit pe 13 septembrie 1991 la Tautenburg de Lutz Dieter Schmadel și Freimut Börngen. Asteroidul prezintă o orbită caracterizată de o semiaxă mare de 2,16 ua, o excentricitate de 0,11 și o înclinație de 2,9° în raport cu ecliptica.